# Maria Emanuele di Sassonia
Maria Emanuele, margravio di Meißen (Kloster Prüfening, 31 gennaio 1926 – La Tour-de-Peilz, 23 luglio 2012), è stato il capo della casata reale di Sassonia..

## Biografia
Nato nella località di Kloster Prüfening nei pressi di Ratisbona, in Baviera, era il maggiore dei figli dell'allora principe ereditario Federico Cristiano di Sassonia, poi margravio di Meißen, e della principessa Elisabetta Elena di Thurn und Taxis.
All'età di 18 anni venne imprigionato e condannato a morte dai nazisti per essersi opposto alla loro autorità. Dopo essere sfuggito alla condanna, dovette fuggire anche dall'arrivo delle truppe sovietiche, poiché la Sassonia diventò parte della Germania Est comunista. Dopo la guerra si trasferì in Svizzera, dove iniziò un'attività nel settore dei servizi finanziari. Essendo anche pittore di talento, Maria Emanuele ebbe l'occasione di esporre le sue opere.
La scrittrice Marie Vassiltchikov racconta nel suo libro, "I Diari di Berlino", tra il 1940 ed il 1945, la storia del sedicenne principe ereditario Maria Emanuele quando gli chiese di aiutarlo nella ricerca di una sposa, in quanto sentiva l'obbligo dinastico di formare presto una famiglia. Maria Emanuele non si sarebbe infatti sposato fino al suo 37º compleanno. Sua moglie fu la principessa Anastasia di Anhalt, nata nel 1940, che sposò il 31 gennaio 1963 a Vevey in Svizzera. Non hanno avuto figli.
Maria Emanuele divenne capo della casata reale di Sassonia alla morte di suo padre, il 9 agosto 1968.

## Successione
Poiché Maria Emanuele non ebbe figli legittimi, dovette riconoscere come suo eventuale erede il principe Alessandro di Sassonia-Gessaphe, figlio di sua sorella, la principessa Anna, e del suo defunto marito, il principe Roberto di Gessaphe. Maria Emanuele "adottò" Alessandro il 1º giugno 1999, dopo che ebbe sposato, nel 1987, la principessa Gisella di Baviera. Nel 1997 i superstiti maschi della linea dinastica albertina di Wettin acconsentirono alla decisione del margravio. Successivamente, suo fratello Alberto ritornò sulle sue decisioni. 
La linea reale della casata di Wettin applica la legge semi-salica, che consente la successione dinastica anche attraverso via femminile. Dalla morte di Maria Emanuele, se Alberto era l'ultimo dinasta maschio, i primi nella linea di successione sarebbero stati i figli delle loro sorelle, Maria Giuseppa (nubile), Anna e Matilde; soltanto il matrimonio di Matilde indiscutibilmente soddisfaceva i requisiti di uguaglianza, ma il suo unico figlio maschio morì nel 1987. Dunque, se la pretesa dinastica di Gessaphe fosse stata priva di fondamento, la successione sarebbe passata ai figli delle zie paterne del margravio: Margherita Carola (1900–1962), Maria Alice (1901–1990) e Anna (1903–1976); tutte e tre ebbero figli. Essendo Margherita Carola la maggiore delle tre, il suo erede sarebbe stato suo nipote Carlo Federico, principe di Hohenzollern (nato nel 1952), leader del ramo principesco del casato di Hohenzollern.
Il fratello del margravio, Alberto, tuttavia, abbandonò i requisiti di equità, per permettere al figlio morganatico Rüdiger (nato nel 1953) di suo cugino, principe Timo di Sassonia, eventualmente di succedere. Rüdiger ha avuto dalla sua prima moglie Astrid Linke (1949–1989) tre figli maschi: Daniel (nato nel 1975), Arne (nato nel 1977) e Nils (nato nel 1978).
Anche se i sassoni albertini constano solo del ramo reale, vi sono diverse linee esistenti della casata di Wettin che governarono i vari ducati ernestini fino al 1918, tra le quali, la più importante è quella dell'ex granducato di Sassonia-Weimar-Eisenach. È possibile che i dinasti maschi delle linee non reali possano rivendicare l'inclusione nella successione reale sassone.

## Ascendenza
|                                                      |                                                              |                                                     | Genitori                                         |  |  | Nonni |  |  | Bisnonni            |  |  | Trisnonni            |  |
|                                                      |                                                              |                                                     |                                                  |  |  |       |  |  | Giorgio di Sassonia |  |  | Giovanni di Sassonia |  |
|                                                      |                                                              |                                                     |                                                  |  |  |       |  |  | Giorgio di Sassonia |  |  | Giovanni di Sassonia |  |
|                                                      |                                                              | Amalia Augusta di Baviera                           |                                                  |  |  |       |  |  | Giorgio di Sassonia |  |  |                      |  |
| Federico Augusto III di Sassonia                     |                                                              |                                                     |                                                  |  |  |       |  |  | Giorgio di Sassonia |  |  |                      |  |
|                                                      |                                                              | infanta Maria Anna del Portogallo                   | Ferdinando II del Portogallo                     |  |  |       |  |  |                     |  |  |                      |  |
|                                                      |                                                              | infanta Maria Anna del Portogallo                   | Ferdinando II del Portogallo                     |  |  |       |  |  |                     |  |  |                      |  |
|                                                      |                                                              | infanta Maria Anna del Portogallo                   | Maria II del Portogallo                          |  |  |       |  |  |                     |  |  |                      |  |
| Federico Cristiano, margravio di Meißen              |                                                              | infanta Maria Anna del Portogallo                   |                                                  |  |  |       |  |  |                     |  |  |                      |  |
|                                                      |                                                              | Ferdinando IV, granduca di Toscana                  | Leopoldo II, granduca di Toscana                 |  |  |       |  |  |                     |  |  |                      |  |
|                                                      |                                                              | Ferdinando IV, granduca di Toscana                  | Leopoldo II, granduca di Toscana                 |  |  |       |  |  |                     |  |  |                      |  |
|                                                      |                                                              | Ferdinando IV, granduca di Toscana                  | principessa Maria Antonia di Borbone-Due Sicilie |  |  |       |  |  |                     |  |  |                      |  |
| arciduchessa Luisa d'Austria, principessa di Toscana |                                                              | Ferdinando IV, granduca di Toscana                  |                                                  |  |  |       |  |  |                     |  |  |                      |  |
|                                                      |                                                              | principessa Alice di Parma                          | Carlo III, duca di Parma                         |  |  |       |  |  |                     |  |  |                      |  |
|                                                      |                                                              | principessa Alice di Parma                          | Carlo III, duca di Parma                         |  |  |       |  |  |                     |  |  |                      |  |
|                                                      |                                                              | principessa Alice di Parma                          | principessa Luisa Maria Teresa di Francia        |  |  |       |  |  |                     |  |  |                      |  |
| Maria Emanuele, margravio di Meißen                  |                                                              | principessa Alice di Parma                          |                                                  |  |  |       |  |  |                     |  |  |                      |  |
|                                                      | Massimiliano Antonio, principe ereditario di Thurn und Taxis | Massimiliano Carlo, VII principe di Thurn und Taxis |                                                  |  |  |       |  |  |                     |  |  |                      |  |
|                                                      | Massimiliano Antonio, principe ereditario di Thurn und Taxis | Massimiliano Carlo, VII principe di Thurn und Taxis |                                                  |  |  |       |  |  |                     |  |  |                      |  |
|                                                      | Massimiliano Antonio, principe ereditario di Thurn und Taxis | baronessa Guglielmina di Dörnberg                   |                                                  |  |  |       |  |  |                     |  |  |                      |  |
| Alberto, VIII principe di Thurn und Taxis            | Massimiliano Antonio, principe ereditario di Thurn und Taxis |                                                     |                                                  |  |  |       |  |  |                     |  |  |                      |  |
|                                                      |                                                              | duchessa Elena di Baviera                           | Massimiliano Giuseppe, duca in Baviera           |  |  |       |  |  |                     |  |  |                      |  |
|                                                      |                                                              | duchessa Elena di Baviera                           | Massimiliano Giuseppe, duca in Baviera           |  |  |       |  |  |                     |  |  |                      |  |
|                                                      |                                                              | duchessa Elena di Baviera                           | principessa Ludovica di Baviera                  |  |  |       |  |  |                     |  |  |                      |  |
| principessa Elisabetta Elena di Thurn und Taxis      |                                                              | duchessa Elena di Baviera                           |                                                  |  |  |       |  |  |                     |  |  |                      |  |
|                                                      |                                                              | arciduca Giuseppe Carlo d'Austria                   | arciduca Giuseppe, palatino d'Ungheria           |  |  |       |  |  |                     |  |  |                      |  |
|                                                      |                                                              | arciduca Giuseppe Carlo d'Austria                   | arciduca Giuseppe, palatino d'Ungheria           |  |  |       |  |  |                     |  |  |                      |  |
|                                                      |                                                              | arciduca Giuseppe Carlo d'Austria                   | duchessa Maria Dorotea di Württemberg            |  |  |       |  |  |                     |  |  |                      |  |
| arciduchessa Margherita Clementina d'Austria         |                                                              | arciduca Giuseppe Carlo d'Austria                   |                                                  |  |  |       |  |  |                     |  |  |                      |  |
|                                                      |                                                              | principessa Clotilde di Sassonia-Coburgo e Gotha    | principe Augusto di Sassonia-Coburgo e Gotha     |  |  |       |  |  |                     |  |  |                      |  |
|                                                      |                                                              | principessa Clotilde di Sassonia-Coburgo e Gotha    | principe Augusto di Sassonia-Coburgo e Gotha     |  |  |       |  |  |                     |  |  |                      |  |
|                                                      |                                                              | principessa Clotilde di Sassonia-Coburgo e Gotha    | principessa Clementina d'Orléans                 |  |  |       |  |  |                     |  |  |                      |  |
|                                                      |                                                              | principessa Clotilde di Sassonia-Coburgo e Gotha    |                                                  |  |  |       |  |  |                     |  |  |                      |  |